# Karma (Marina)
Karma è un singolo della cantautrice britannica Marina, pubblicato il 30 agosto 2019 come sesto e ultimo estratto dal suo quarto album in studio Love + Fear.
Il brano è presente anche in versione acustica nell'EP successivo alla pubblicazione dell'album, Love + Fear (Acoustic), pubblicato in download digitale il 13 settembre 2019.

## Video musicale
Un video musicale per la versione acustica del brano, contenuta nell'EP Love + Fear (Acoustic), è stato pubblicato il 25 settembre 2019 sul canale YouTube della cantante. Il video è l'ultimo dei tre video musicali destinati a promuovere l'EP ed è diretto dal fotografo statunitense Nikko LaMere. Nel video la cantante è vestita e truccata da giullare, con un abito e un trucco asimmetrico bianco e nero.

## Tracce
Download digitale/streaming
1. Karma – 3:24 (Ben Berger, Ryan McMahon, Ryan Rabin, Jack Patterson, Marina Diamandis, Mark Ralph)